# John de Jongh
John Percy de Jongh, Jr. (Saint Thomas, 13 novembre 1957) è un politico americo-verginiano, governatore delle Isole Vergini statunitensi per il Partito Democratico dal 2007 al 2015.